# 松尼格格拉特山
46°47′02″N 8°38′23″E / 46.783782°N 8.639803°E

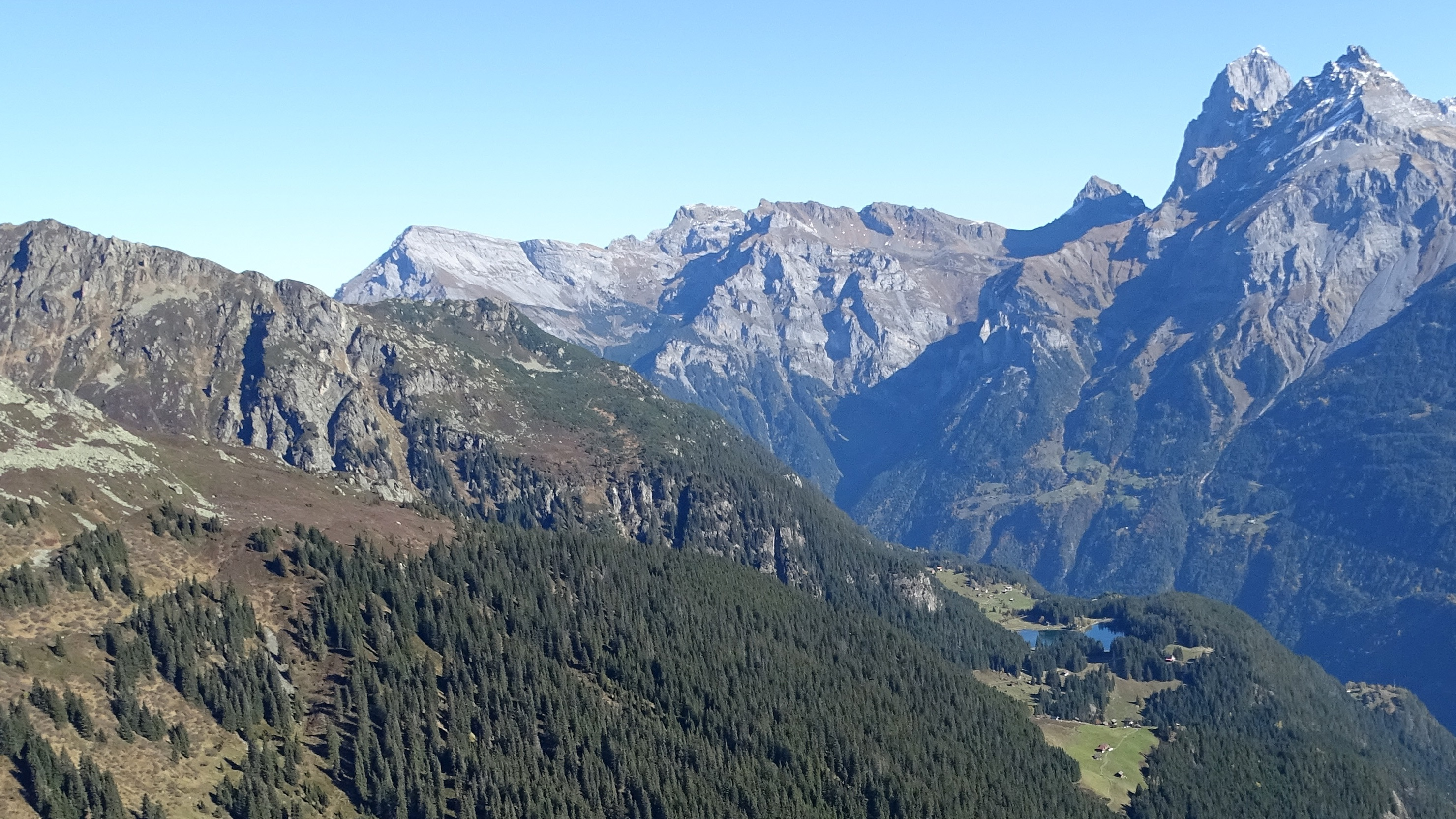

松尼格格拉特山（德語：Sunnig Grat），是瑞士的山峰，位於該國中部，由烏里州負責管轄，屬於西阿爾卑斯山脈中烏里山的一部分，該山峰海拔高度2,034米。